# Lighthouse

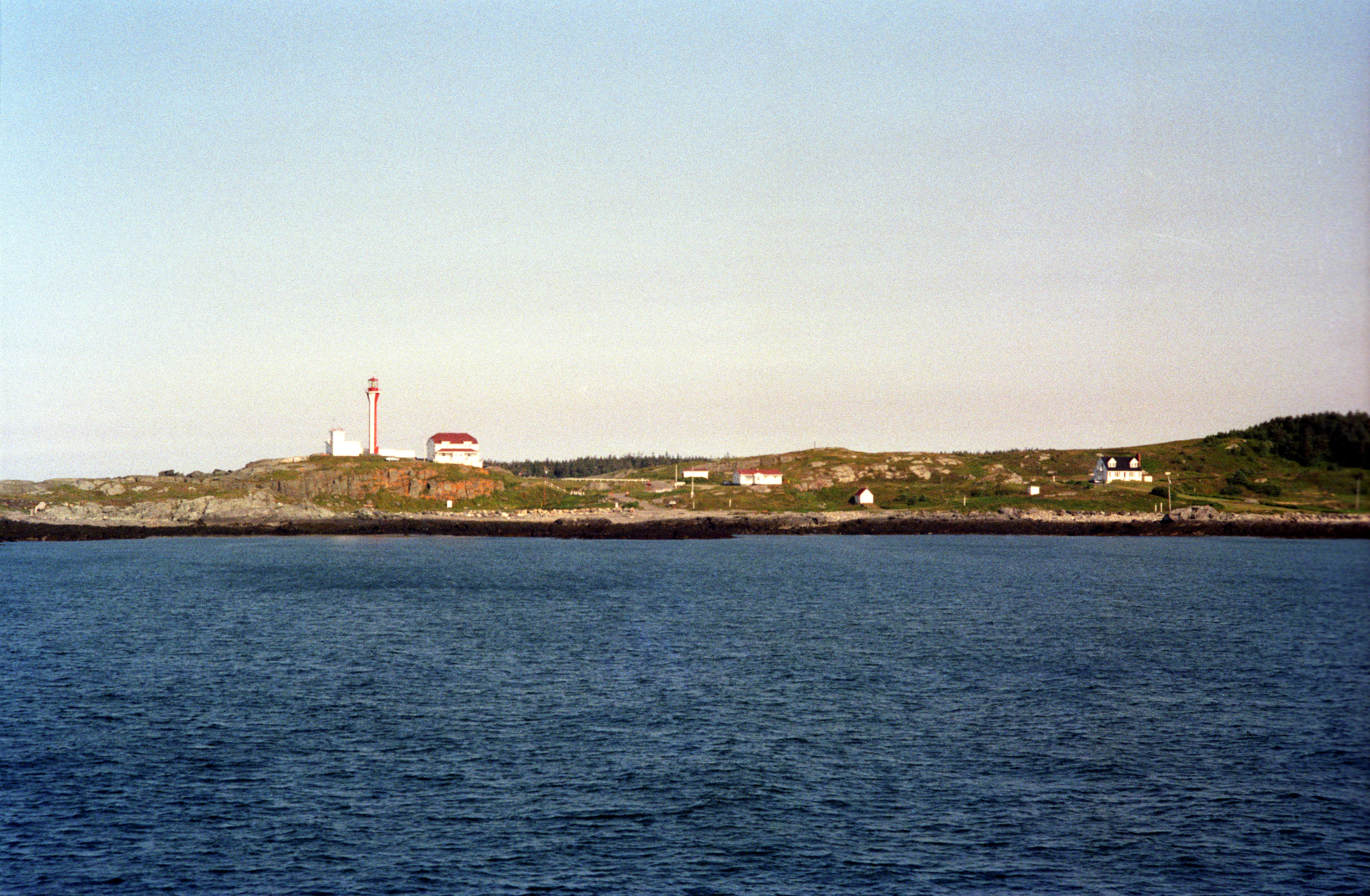
Zespół filmowy zbudował własną latarnię morską na półwyspie Cape Forchu, na południowym krańcu Nowej Szkocji.

Lighthouse (ang. The Lighthouse) – horror psychologiczny z 2019 roku w reżyserii Roberta Eggersa. W głównej roli wystąpili Willem Dafoe i Robert Pattinson.
Film opowiada o dwóch latarnikach, których zaczynają ogarniać szaleństwo i koszmarne wizje.

## Obsada
| Aktor            | Rola            |
| ---------------- | --------------- |
| Willem Dafoe     | Thomas Wake     |
| Robert Pattinson | Ephraim Winslow |
| Valeriia Karaman | Syrena          |

## Odbiór

### Krytyka w mediach
Film spotkał się z dobrą reakcją krytyków. W serwisie Rotten Tomatoes 90% z 373 recenzji jest pozytywnych, a średnia ocen wynosi 8,05/10. Na portalu Metacritic średnia ocen z 51 recenzji wyniosła 83 punkty na 100.

### Nagrody i nominacje
Film otrzymał nominację do Oscara i nagrody BAFTA za najlepsze zdjęcia (Jarin Blaschke). Otrzymał także dwie statuetki Independent Spirit za najlepszą drugoplanową rolę męską (Willem Defoe) i najlepsze zdjęcia oraz trzy nominacje w innych kategoriach. Satelitę dla najlepszego aktora drugoplanowego zdobył Willem Defoe, a sam film był nominowany do tej nagrody w kategorii: najlepszy dramat.